# Superbike-VM 2014
Superbike-VM 2014 arrangeras av Internationella motorcykelförbundet. Världsmästerskapet avgörs över 12 omgångar (24 heat). Säsongen inleddes den 23 februari i Australien och avslutades den 2 november. Världsmästare blev fransmannen Sylvain Guintoli på Aprilia.

## Tävlingskalender och heatsegrare
| Datum | Bana           | Vinnare heat 1   | Märke    | Vinnare heat 2   | Märke    |
| ----- | -------------- | ---------------- | -------- | ---------------- | -------- |
| 23/2  | Phillip Island | Eugene Laverty   | Suzuki   | Sylvain Guintoli | Aprilia  |
| 13/4  | Aragón         | Tom Sykes        | Kawasaki | Tom Sykes        | Kawasaki |
| 27/4  | Assen          | Sylvain Guintoli | Aprilia  | Jonathan Rea     | Honda    |
| 11/5  | Imola          | Jonathan Rea     | Honda    | Jonathan Rea     | Honda    |
| 25/5  | Donington      | Tom Sykes        | Kawasaki | Tom Sykes        | Kawasaki |
| 8/6   | Sepang         | Marco Melandri   | Aprilia  | Marco Melandri   | Aprilia  |
| 22/6  | Misano         | Tom Sykes        | Kawasaki | Tom Sykes        | Kawasaki |
| 6/7   | Portimão       | Tom Sykes        | Kawasaki | Jonathan Rea     | Honda    |
| 13/7  | Laguna Seca    | Marco Melandri   | Aprilia  | Tom Sykes        | Kawasaki |
| 7/9   | Jerez          | Marco Melandri   | Aprilia  | Marco Melandri   | Aprilia  |
| 21/9  | Moskva         | Inställd         |          |                  |          |
| 5/10  | Magny-Cours    | Sylvain Guintoli | Aprilia  | Marco Melandri   | Aprilia  |
| 19/10 | Welkom         | Inställd         |          |                  |          |
| 2/11  | Losail         | Sylvain Guintoli | Aprilia  | Sylvain Guintoli | Aprilia  |

Deltävlingen i Ryssland som skulle köras 21 september ströks på grund av det politiska läget, meddelade arrangörerna 12 april. Antalet deltävlingar blev därmed 13. Därefter ströks deltävlingen i Sydafrika eftersom banan inte klarade FIM:s krav.

## Mästerskapsställning
Slutställning efter 24 heat:
1. Sylvain Guintoli, 416 p. Tog VM-ledningen och säkrade segern i sista heatet.
2. Tom Sykes, 410 p.
3. Jonathan Rea, 334 p.
4. Marco Melandri, 333 p.
5. Loris Baz, 311 p.
6. Chaz Davies, 215 p.
7. Leon Haslam, 187 p.
8. Davide Giugliano, 181 p.
9. Toni Elías, 171 p.
10. Eugene Laverty, 161 p.
11. Alex Lowes, 139 p.
12. David Salom, 103 p.
13. Niccolò Canepa, 73 p.
14. Jeremy Guaroni, 45 p.
15. Sylvain Barrier, 40 p.
16. Leon Camier, 37 p.

Inalles 33 förare tog VM-poäng.

## Startlista
| Startlista                         | Startlista  | Startlista             | Startlista | Startlista           |
| Team                               | Konstruktör | Motorcykel             | Nr         | Förare               |
| ---------------------------------- | ----------- | ---------------------- | ---------- | -------------------- |
| Kawasaki Racing Team               | Kawasaki    | Kawasaki ZX-10R        | 1          | Tom Sykes            |
| Kawasaki Racing Team               | Kawasaki    | Kawasaki ZX-10R        | 76         | Loris Baz            |
| Ducati Superbike Team              | Ducati      | Ducati 1199 Panigale R | 7          | Chaz Davies          |
| Ducati Superbike Team              | Ducati      | Ducati 1199 Panigale R | 34         | Davide Giugliano     |
| BMW Team Tóth                      | BMW         | BMW S1000RR            | 10         | Imre Tóth            |
| Team Hero EBR                      | EBR         | EBR 1190RX             | 20         | Aaron Yates          |
| Team Hero EBR                      | EBR         | EBR 1190RX             | 99         | Geoff May            |
| Voltcom Crescent Suzuki            | Suzuki      | Suzuki GSX-R1000       | 22         | Alex Lowes           |
| Voltcom Crescent Suzuki            | Suzuki      | Suzuki GSX-R1000       | 58         | Eugene Laverty       |
| Red Devils Roma                    | Aprilia     | Aprilia RSV4 Factory   | 24         | Toni Elías           |
| Aprilia Racing Team                | Aprilia     | Aprilia RSV4 Factory   | 33         | Marco Melandri       |
| Aprilia Racing Team                | Aprilia     | Aprilia RSV4 Factory   | 50         | Sylvain Guintoli     |
| Pata Honda World Superbike Team    | Honda       | Honda CBR1000RR        | 65         | Jonathan Rea         |
| Pata Honda World Superbike Team    | Honda       | Honda CBR1000RR        | 91         | Leon Haslam          |
| MV Agusta RC–Yakhnich Motorsport   | MV Agusta   | MV Agusta F4 RR        | 71         | Claudio Corti        |
| EVO-klassen                        |             |                        |            |                      |
| Team Alstare                       | Bimota      | Bimota BB3             | 2          | Christian Iddon      |
| Team Alstare                       | Bimota      | Bimota BB3             | 86         | Ayrton Badovini      |
| Mahi Racing Team India             | Kawasaki    | Kawasaki ZX-10R        | 9          | Fabien Foret         |
| MRS Kawasaki                       | Kawasaki    | Kawasaki ZX-10R        | 11         | Jérémy Guarnoni      |
| Team Pedercini                     | Kawasaki    | Kawasaki ZX-10R        | 21         | Alessandro Andreozzi |
| Team Pedercini                     | Kawasaki    | Kawasaki ZX-10R        | 23         | Luca Scassa          |
| Kawasaki Racing Team               | Kawasaki    | Kawasaki ZX-10R        | 44         | David Salom          |
| Iron Brain Kawasaki SBK Team       | Kawasaki    | Kawasaki ZX-10R        | 32         | Sheridan Morais      |
| Iron Brain Kawasaki SBK Team       | Kawasaki    | Kawasaki ZX-10R        | 84         | Michel Fabrizio      |
| BMW Motorrad Italia Superbike Team | BMW         | BMW S1000RR            | 52         | Sylvain Barrier      |
| BMW Team Tóth                      | BMW         | BMW S1000RR            | 56         | Péter Sebestyén      |
| Althea Racing                      | Ducati      | Ducati 1199 Panigale R | 59         | Niccolò Canepa       |